# Albuca roodeae
Albuca roodeae là một loài thực vật có hoa trong họ Măng tây. Loài này được (E.Phillips) J.C.Manning & Goldblatt mô tả khoa học đầu tiên năm 2009.